# Thomas Sim Lee
Thomas Sim Lee (* 29. Oktober 1745 bei Upper Marlboro, Prince George’s County, Province of Maryland; † 9. November 1819 im Frederick County, Maryland) war ein US-amerikanischer Politiker und von 1779 bis 1782 sowie von 1792 bis 1794 Gouverneur des Bundesstaates Maryland.

## Frühe Jahre und politische Anfänge
Thomas Lee erhielt seine Ausbildung an privaten Schulen in seiner Heimat. Er entstammte dem Blenheim-Zweig der bekannten Lee-Familie aus Virginia. Während des Amerikanischen Unabhängigkeitskrieges baute er eine eigene Miliztruppe auf, die er als Oberst selbst kommandierte. Ab 1777 war er als Mitglied der Föderalistischen Partei politisch aktiv. In diesem Jahr wurde er für zwei Jahre Mitglied des Beraterstabs des Gouverneurs von Maryland. Er war auch an der Entstehung der Verfassung von Maryland beteiligt.

## Politische Laufbahn
Im Jahr 1779 wurde er von der Legislative seines Staates zum neuen Gouverneur gewählt. Nach zwei Wiederwahlen konnte er zwischen dem 12. November 1779 und dem 22. November 1782 in diesem Amt bleiben. Diese Zeit war von den Ereignissen des Amerikanischen Unabhängigkeitskrieges überschattet. Lee gab damals seinem Freund George Washington die von diesem erbetene logistische Unterstützung. Nach Ablauf seiner letzten Amtszeit wurde Lee im Jahr 1783 Mitglied im Kontinentalkongress. Er lehnte die Mitwirkung an der Ausarbeitung der US-Verfassung ab. Im Jahr 1788 gehörte er aber zu den Delegierten von Maryland, die diese Verfassung ratifizierten.
Im Jahr 1792 wurde Lee erneut zum Gouverneur seines Staates gewählt. Auch diesmal schaffte er es, zweimal wiedergewählt zu werden. Seine zweite Gouverneurszeit begann am 5. April 1792 und endete am 14. November 1794. In dieser Zeit wurde die Miliz neu strukturiert. Der Gouverneur beteiligte sich aktiv an der Niederschlagung der sogenannten Whiskey-Rebellion, die damals in Teilen von Pennsylvania und Maryland entbrannt war.

## Weiterer Lebenslauf
Nach dem Ende seiner zweiten Gouverneurszeit lehnte er eine Wahl in den Senat von Maryland genauso ab wie eine erneute Kandidatur für das Amt des Gouverneurs im Jahr 1798. Er zog sich auf sein Gut "Needwood" im Frederick County zurück, das er bis zu seinem Tod im Jahr 1819 verwaltete. Mit seiner Frau Mary Digges hatte er acht Kinder, darunter John Lee (1788–1871), der zwischen 1823 und 1825 Abgeordneter im US-Repräsentantenhaus werden sollte.